# Тайвансько-хорватські відносини
Тайвансько-хорватські відносини (кит. трад. 台克羅埃西亞關係, хорв. tajvansko-hrvatski odnosi) — історичні та поточні двосторонні відносини між Тайванем (Республікою Китай) та Хорватією. 
Підписавши 1992 року Протокол про встановлення дипломатичних відносин із Китаєм, Хорватія визнає Тайвань складовою частиною Китайської Народної Республіки, тому ці дві країни не мають офіційних дипломатичних відносин і наразі не мають представництв із функціями посольств у столицях одна одної. Пов'язані з Хорватією питання Тайвань відносить до юрисдикції Тайбейського економічно-культурного представництва в Австрії.

## Історія
У липні 1941 року Незалежна Держава Хорватія слідом за державами Осі визнала режим Ван Цзінвея.
У жовтні 1992 року Тайвань відвідав помічник міністра туризму і торгівлі Хорватії з питань зовнішньої торгівлі Невен Мимиця.
12 січня 1993 року, під час війни за незалежність Хорватії, Республіка Китай надала цій державі гуманітарну допомогу в розмірі 100 000 доларів США.
У червні 1995 року міністр економіки Республіки Китай Цзян Бінкунь на чолі делегації відвідав Швейцарію для участі в Кран-Монтанському форумі, на якому він зустрівся з віцепрем'єр-міністром Хорватії Бориславом Шкегро, обмінявшись думками щодо двосторонніх економічних і торговельних відносин.
2016 року Хорватію відвідав спікер міської ради Тайбея Ву Біжу.

## Економіка
Великий потенціал для розвитку тайвансько-хорватських відносин мають галузь ІТ і туризм. Сторони також прагнуть зміцнити співпрацю у сфері постачання медичного обладнання, косметики та харчових продуктів. Голова Тайбейського економічно-культурного представництва в Австрії Кетрін Сяо-Юе Чан підкреслила, що Хорватія і Тайвань — природні партнери з погляду економіки, додавши, що Хорватія є популярним напрямком для тайванських туристів, а сотні хорватських професіоналів працюють у Тайвані на круїзних лайнерах і в офшорній вітровій енергетиці. Генеральний секретар тайванського Бюро зовнішньої торгівлі Міністерства економіки Амелія В. Дж. Дей підтвердила, що за останні три роки (станом на 2023 рік) хорватський імпорт до Тайваню зріс кардинально, одночасно наголосивши на потенціалі машинобудування та харчової промисловості. Розширення економічних відносин між Хорватією та Тайванем продовжилося, навіть незважаючи на пандемію. Згідно з тайванською статистикою, двосторонній товарообіг зазвичай становить близько 50 млн доларів. 2020 року через коронавірус тайванський імпорт до Хорватії впав на 19%, тоді як хорватський імпорт до Тайваню зріс на 68%, а за перші кілька місяців 2023 року відбулося неймовірне зростання хорватського імпорту на тайванському ринку на цілих 237%.